# 大興運輸

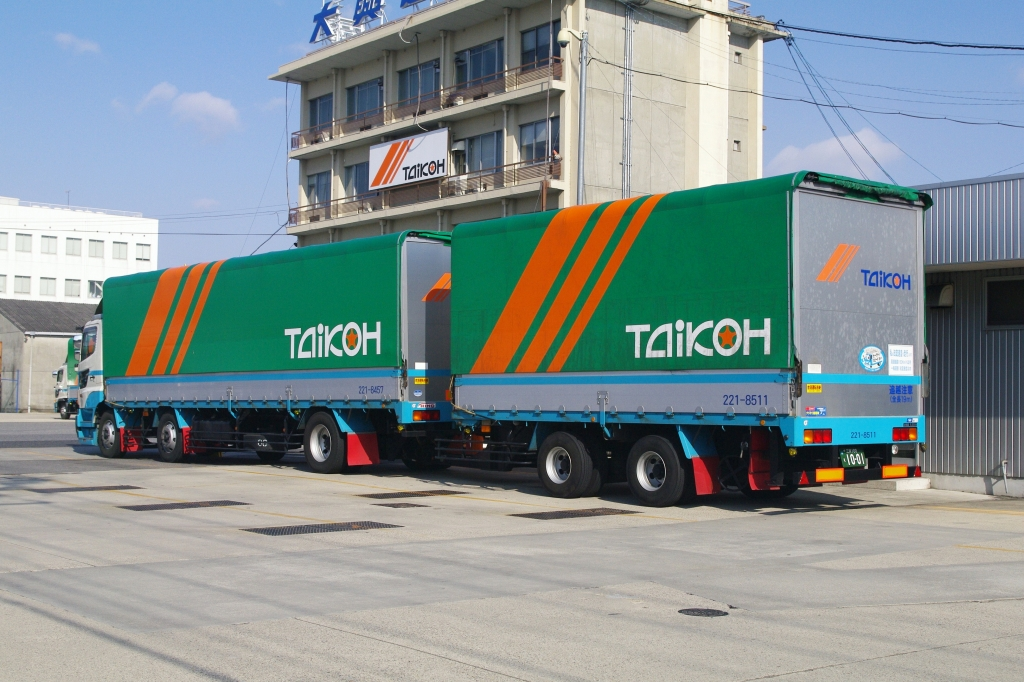
安城支店内のフルトレーラー

大興運輸株式会社（たいこううんゆ、英: TAIKOH TRANSPORTATION CO., LTD.）は、愛知県刈谷市新栄町にあるトラック運送事業者である。

## 沿革
- 1943年（昭和18年）5月1日 - 設立。
- 1949年（昭和24年）6月 - タクシー事業開始。
- 1975年（昭和50年）7月1日 - タクシー事業を大興タクシーに分社する。
- 1998年（平成10年）11月 - ISO 9002認証を取得。
- 2002年（平成15年）11月 - ISO 14001認証を取得。

## 事業所
- 本社：愛知県刈谷市新栄町2-38
- 店所数：本社・8支店・3営業所・2物流センター・17倉庫

## 関連会社
- 大興タクシー株式会社
- 株式会社オートサービス大興
- 株式会社東海興運